# Cancillería Federal (Berlín)
La Cancillería Federal (en alemán: Bundeskanzleramt) de Berlín es la sede oficial del canciller de Alemania y de su oficina ejecutiva, la Cancillería Federal. Como parte del traslado del Gobierno federal de Alemania de Bonn a Berlín, esta oficina se trasladó a un nuevo edificio diseñado por los arquitectos Axel Schultes y Charlotte Frank. El edificio, que es la sede gubernamental más grande del mundo, forma parte de la «Cinta Federal» (en alemán: Band des Bundes), que atraviesa un meandro del río Spree, y su dirección es Willy-Brandt-Straße 1.

## Historia
Cuando en 1871 la Confederación Alemana del Norte se convirtió en el Imperio alemán, la Bundeskanzleramt (Cancillería Federal) de la Confederación pasó a llamarse Reichskanzleramt (Cancillería del Reich o Cancillería Imperial). Originalmente tenía su sede en el Palacio Radziwiłł (también conocido como Reichskanzlerpalais), construido por el príncipe Antoni Radziwiłł en la Wilhelmstraße 77 de Berlín. Gradualmente se fueron separando varias oficinas imperiales de la Reichskanzleramt, como por ejemplo la Reichsjustizamt (Ministerio de Justicia) en 1877. Lo que quedaba de la Reichskanzleramt se convirtió en 1879 en la Reichsamt des Innern (Ministerio del Interior).
En 1878, el canciller imperial Otto von Bismarck creó una nueva oficina para los asuntos del canciller, la Reichskanzlei. Esta mantuvo su nombre a lo largo de los años, también durante la República de Weimar a partir de 1919. Entre 1938 y 1939, ya durante el Tercer Reich, se construyó el edificio de la Neue Reichskanzlei (Nueva Cancillería del Reich), diseñado por Albert Speer; su entrada principal se encontraba en la Voßstraße 6 y ocupaba todo el lado norte de esta calle. Fue dañado en la Segunda Guerra Mundial y posteriormente demolido por las fuerzas de ocupación soviéticas.
En 1949, se creó la República Federal Alemana y Bonn se convirtió en su capital provisional. El canciller federal Konrad Adenauer usó el Museo Koenig durante los dos primeros meses y posteriormente trasladó la Bundeskanzleramt al Palais Schaumburg hasta que en 1976 se completó un nuevo edificio para la Cancillería. Casi diez años después de la reunificación alemana de 1990, en el verano de 1999 la mayor parte del Gobierno alemán volvió a Berlín. La Cancillería se instaló temporalmente en el antiguo edificio del Consejo de Estado (Staatsratsgebäude) de la República Democrática Alemana dado que el nuevo edificio de la Cancillería no estaba acabado todavía.

## Descripción

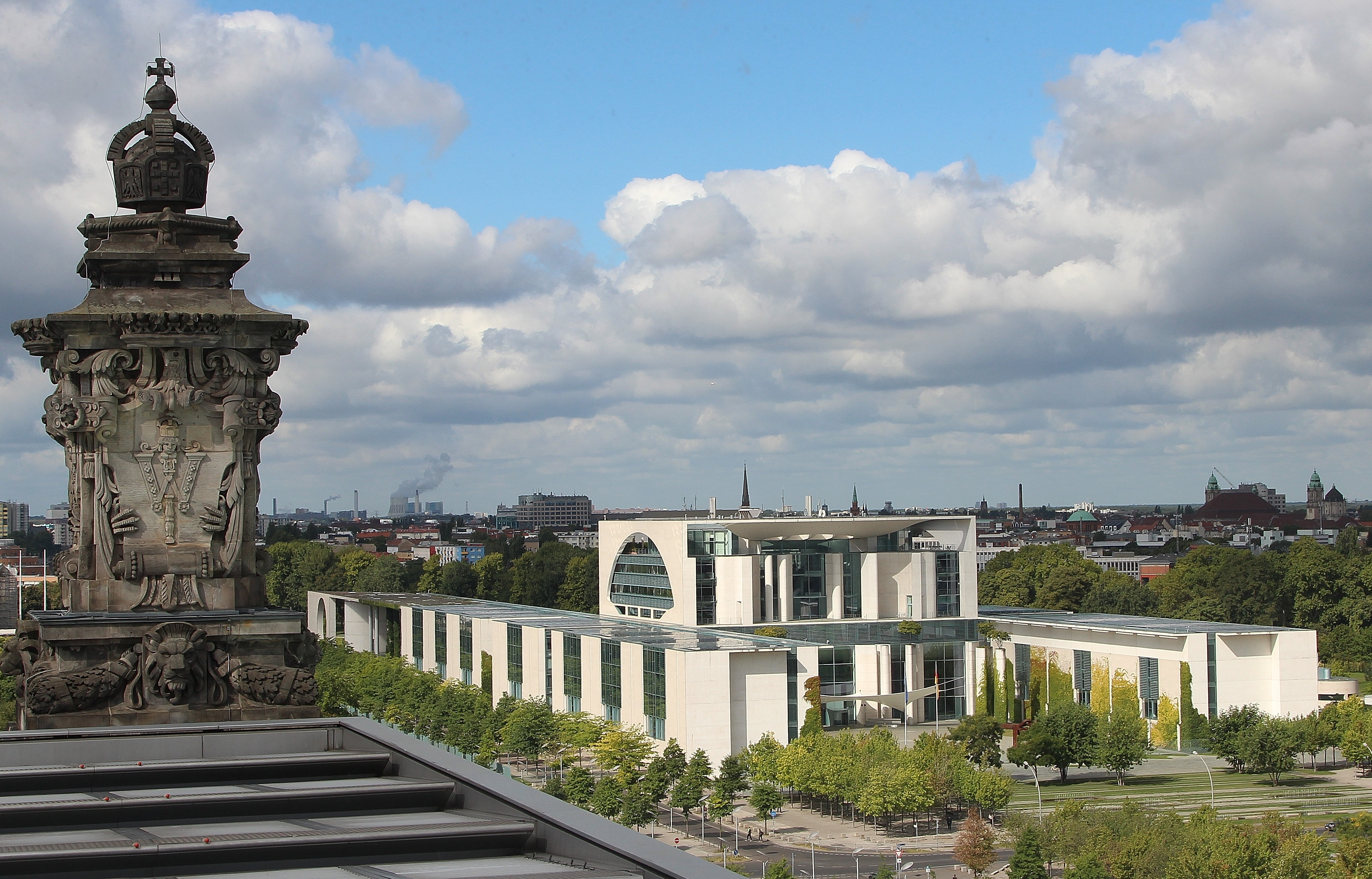
La Cancillería vista desde el cercano edificio del Reichstag.

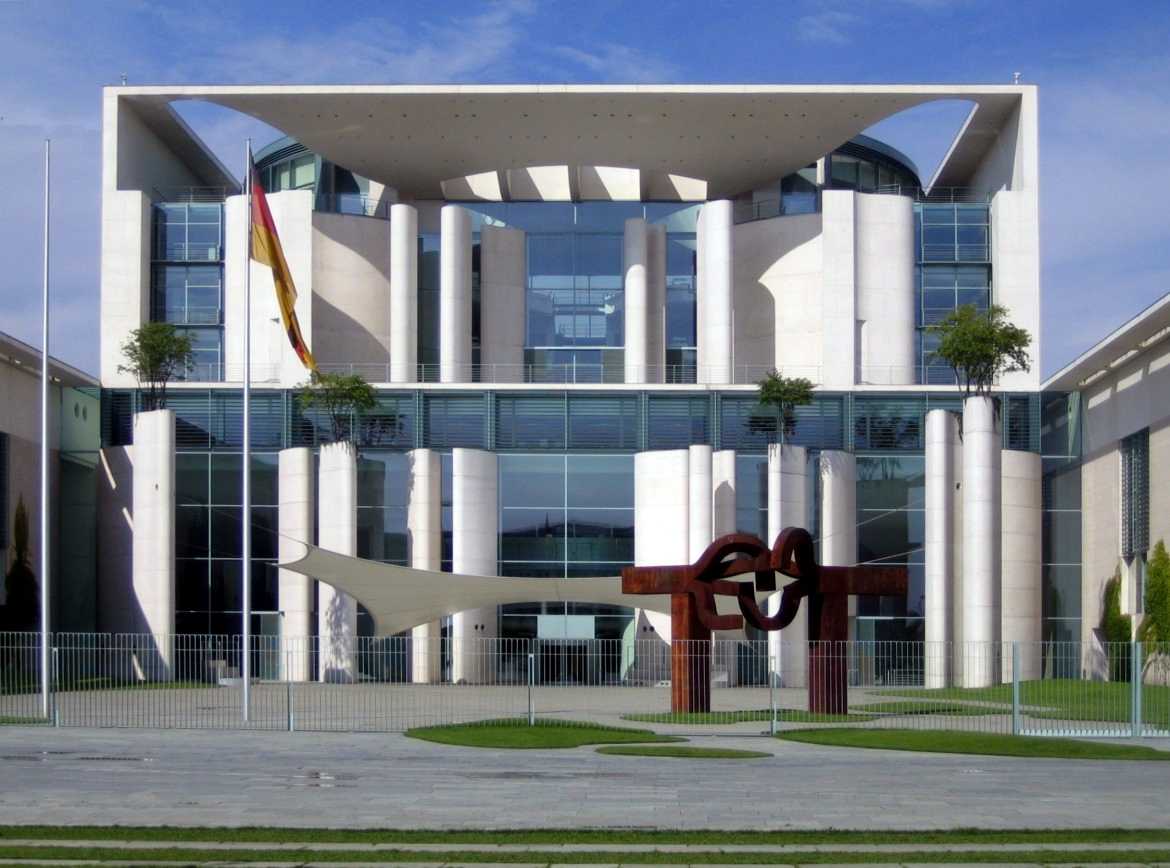
La fachada principal; la oficina del canciller se encuentra a la izquierda de la bandera alemana (en esta imagen está ausente la bandera europea).

El monumental y controvertido edificio de la nueva Cancillería Federal fue diseñado durante el mandato del canciller Helmut Kohl por los arquitectos berlineses Axel Schultes y Charlotte Frank en consorcio con la empresa española Acciona y Wayss & Freytag, filial del grupo holandés Royal BAM. La ceremonia de puesta de la primera piedra se realizó el 4 de febrero de 1997 y, tras más de cuatro años de construcción, el edificio fue inaugurado el 2 de mayo de 2001 por el canciller Gerhard Schröder, completando así el traslado del Gobierno alemán de Bonn a Berlín tras la reunificación.
El exterior del edificio está acristalado en gran parte y fue construido esencialmente en estilo posmoderno, aunque también son evidentes algunos elementos del estilo moderno. Su diseño pasó por tres versiones entre 1995 y 1997. Los colores usados tienen sus propios significados simbólicos precisamente definidos. En el patio de honor, delimitado por la construcción principal y las dos alas de oficinas, se encuentra la escultura de acero oxidado Berlín del español Eduardo Chillida, formada por dos vigas de acero que representan dos brazos a punto de entrelazarse, como una metáfora de la reunificación alemana. Esta obra recuerda remotamente a las Large Two Forms de Henry Moore, situadas frente a la antigua Cancillería Federal de Bonn. El ala central del edificio está estructurado con cuatro columnas, cada una de las cuales tiene un árbol en su cima; frente a la entrada principal hay una carpa. Hay banderas alineadas delante del edificio, donde las visitas de Estado son recibidas con honores militares.
Este edificio es considerado la sede gubernamental más grande del mundo, siendo aproximadamente ocho veces más grande que la Casa Blanca de Washington D. C. Sus características físicas más importantes son:
- Superficie construida: 64 413 m²
- Volumen construido: 283 646 m³
- Superficie utilizable: 25 347 m²
- Superficie utilizable principal: unos 19 000 m²
- Terreno, helipuerto y parque: unos 73 000 m²

La construcción principal, flanqueada por las dos alas de oficinas, tiene nueve plantas:
- Planta baja: Vestíbulo con una gran escalera para sesiones de fotografía.
- 1.ª planta: Sala de conferencias internacionales con treinta y dos asientos, cabinas para traductores y salas de control. Sala de prensa con escenario y capacidad para doscientos periodistas.
- 2.ª y 3.ª planta: salas técnicas y funcionales (cocina, bodega, nevera de flores, etc.)
- 4.ª planta: «planta secreta» con habitación blindada para el equipo de crisis, centro de planificación y archivo.
- 5.ª planta: Gran sala de banquetes para recepciones y banquetes. Logias al este y al oeste. Oficina del ministro de Estado.
- 6.ª planta: Pequeño salón del Gabinete, con cabinas para traductores, y gran salón del Gabinete. Oficina del ministro de Estado.
- 7.ª planta: Oficina del canciller federal con vistas del Reichstag y de la Puerta de Brandeburgo, y oficina del jefe de la Cancillería.
- Entre la 7.ª y la 8.ª planta: Skylobby.
- 8.ª planta: Un apartamento semioficial para el canciller, con cocina integrada y dormitorio al sur. Este piso de 200 m² y dos habitaciones solo ha sido ocupado hasta ahora por Gerhard Schröder. Oficina del ministro de Cultura al norte.

Las dos alas contienen trescientos despachos de 20 m² cada uno y trece jardines de invierno. En el ala sur hay una cantina. En el ala norte está la entrada de prensa y trabajadores, junto a una comisaría de policía. Al otro lado del Spree, en el Parque de la Cancillería, hay un helipuerto. Los peatones y los vehículos pueden acceder al parque a través del Kanzleramtssteg, un puente de dos plantas. Además de la posibilidad de comunicaciones electrónicas, el edificio está dotado de un sistema de tubos neumáticos para transportar documentos.
El edificio admite grupos de visitantes, aunque bajo estrictos estándares de seguridad, con un control de entrada similar al de un aeropuerto internacional, control de pasaportes, listas de nombres previamente aprobadas y acompañamiento de cada grupo de visitantes por oficiales de la BKA. Principalmente por periodistas y guías turísticos, el edificio es apodado «retrete de elefantes», Kohlosseum (en referencia al antiguo canciller Helmut Kohl) o «lavadora». A veces también se usa «lavadora federal» o «del canciller».

## Arte en la Cancillería

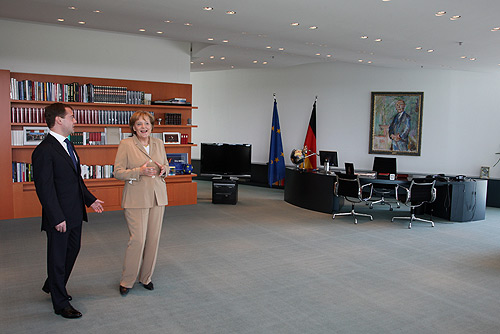
Angela Merkel con Dmitri Medvédev en su despacho en 2008; sobre su escritorio hay un retrato de Konrad Adenauer realizado por Oskar Kokoschka.

La galería de retratos de los cancilleres.

El complejo de la Cancillería no solo alberga importantes obras modernas clásicas, sino también obras de artistas contemporáneos alemanes e internacionales. La obra principal de la Cancillería es la monumental escultura de hierro Berlín del español Eduardo Chillida. Esta escultura de 5.5 metros de altura y 87.5 toneladas de peso, con sus dos brazos a punto de entrelazarse, evoca conceptos como acercamiento, división y reunificación, que se puede entender como simbolismo político. La escultura ocupa una posición similar a las Large Two Forms de Henry Moore en la Cancillería de Bonn y tiene un simbolismo similar.
La zona interior de la entrada fue conformada artísticamente por el pintor Markus Lüpertz, que transformó la escalera central en seis «espacios de color» diferentes cuyos colores pretenden simbolizar ciertas virtudes clásicas: azul (sabiduría), umbra (poder y fuerza), rojo (valentía), ocre-dorado (justicia) y verde/blanco (sabiduría). Además, Lüpertz realizó la escultura El filósofo como epítome de las personas pensativas, que también está situada en la zona de la entrada.
En la primera planta está la galería de retratos de los antiguos cancilleres federales. Helmut Schmidt tuvo la idea de esta serie de retratos en 1976. A partir de entonces, todos los cancilleres han elegido un retrato, que posteriormente ha sido adquirido por la Cancillería. Konrad Adenauer fue retratado por Hans Jürgen Kallmann en 1963. En el despacho del canciller hay otro retrato de Adenauer, realizado por Oskar Kokoschka. Ludwig Erhard y Kurt Georg Kiesinger fueron retratados por Günter Rittner en los años 1974 y 1976, respectivamente.
Willy Brandt fue retratado originalmente por Georg Meistermann. El cuadro de Meistermann constituye una «forma crítica» del retrato representativo, pero prácticamente no muestra ninguna relación visible con la persona y el significado de Brandt. Por este motivo, el posterior canciller Helmut Schmidt hizo que esta imagen fuera retirada de la galería, y su sucesor Helmut Kohl la sustituyó por un retrato realista de Brandt realizado por el pintor de Düsseldorf Oswald Petersen. Helmut Schmidt decidió que le retratara el artista de la antigua Alemania del Este Bernhard Heisig en 1986. Helmut Kohl hizo que le retratara un estudiante de Heisig, Albrecht Gehse. Gerhard Schröder optó por un cuadro de Jörg Immendorff.